# Joaquin Buckley
Joaquín Yuconri Buckley ( San Luis, Misuri; 27 de abril de 1994) es un artista marcial mixto estadounidense que compite en la división de peso medio de Ultimate Fighting Championship. Competidor profesional desde 2014, también ha competido anteriormente para Bellator MMA y Legacy Fighting Alliance.

## Primeros años
Buckley nació y creció en San Luis, Misuri, Estados Unidos. Su padre nunca en la imagen, Joaquín y su madre vivió en la casa de su abuela para la mayor parte de su juventud. La madre de Joaquín falleció debido a una afección cardíaca cuando él estaba en sexto grado. Comenzó a practicar la lucha libre en la Escuela Secundaria de Marquette, y se interesó por las artes marciales mixtas, en las que finalmente comenzó a entrenar después de graduarse.

## Carrera en artes marciales mixtas

### Carrera temprana
Comenzando su carrera profesional en 2014, Buckley compiló un récord de 10-2 luchando para Shamrock FC, Bellator MMA y Legacy Fighting Alliance. Durante ese tiempo, se enfrentó más notablemente a Logan Storley el 13 de abril de 2018, en Bellator 197. Perdió el combate por decisión unánime. Después de dos victorias consecutivas por TKO en LFA, Buckley fue firmado por la UFC.

### Ultimate Fighting Championship
Buckley debutó en la UFC contra Kevin Holland el 8 de agosto de 2020 en el UFC Fight Night: Lewis vs. Oleinik, justo una semana después de conseguir una victoria en LFA. Perdió el combate por nocaut técnico en el tercer asalto.
Se esperaba un combate de peso medio entre Abu Azaitar y Joaquin Buckley para el 11 de octubre de 2020, en UFC Fight Night: Moraes vs. Sandhagen. Sin embargo, Azaitar se retiró el 26 de septiembre por razones no reveladas y fue sustituido por Impa Kasanganay. Buckley ganó el combate de forma espectacular mediante una patada trasera giratoria después de que Impa atrapara una de sus patadas. Por este nocaut, Buckley no sólo obtuvo el premio a la Actuación de la Noche, sino que el vídeo de su victoria por nocaut se hizo viral en Internet. El tuit de la UFC con el vídeo fue el más votado (359 000), el más retuiteado (143 000) y el más visto (12.8 millones) de la historia de la UFC. El nocaut se convirtió en el vídeo de Instagram más visto de la UFC, con más de 17.8 millones de visualizaciones. A través de tres tuits, tres publicaciones en Instagram, cuatro publicaciones en Facebook y un vídeo en TikTok, el vídeo del nocaut de Buckley ha generado más de 65 millones de visualizaciones y 83 millones de impresiones para la UFC. El rapero Kanye West incluso utilizó las imágenes del golpe para promocionar el lanzamiento de una nueva canción.
En un rápido regreso al octágono, Buckley se enfrentó a Jordan Wright en UFC 255 el 21 de noviembre de 2020. Ganó el combate por nocaut en el segundo asalto. Esta victoria le valió el premio a la Actuación de la Noche.
Buckley se enfrentó a Alessio Di Chirico el 16 de enero de 2021 en UFC on ABC: Holloway vs. Kattar. Perdió el combate en el primer asalto por una patada en la cabeza.
Buckley se enfrentó a Antônio Arroyo el 18 de septiembre de 2021 en UFC Fight Night: Smith vs. Spann. Ganó el combate por nocaut en el tercer asalto. Esta victoria le valió el premio a la Actuación de la Noche.

#### 2024
Buckley se enfrentó a Vicente Luque el 30 de marzo de 2024, en UFC on ESPN 54, como reemplazo de un lesionado Sean Brady. Ganó la pelea por nocaut técnico en el segundo asalto. 
Buckley enfrentó a Nursulton Ruziboev el 11 de mayo de 2024 en UFC on ESPN 56. Ganó la pelea por decisión unánime.

## Campeonatos y logros
- Ultimate Fighting Championship
  - Actuación de la Noche (dos veces) vs. Impa Kasanganay y Jordan Wright[11][15]
  - Nocaut del año 2020  vs. Impa Kasanganay[24]
  - Actuación del año elegida por el presidente de la UFC en 2020vs. Impa Kasanganay[25]
  - Honores de UFC por nocaut del año 2020 vs. Impa Kasanganay[26][27]

- MMAjunkie.com
  - Nocaut del mes de octubre de 2020 vs. Impa Kasanganay[28]
  - Nocaut del año 2020 vs. Impa Kasanganay[29]

- MMA Fighting,[30] Bleacher Report,[31] MMA Mania,[32] CombatPress.com,[33] Cageside Press,[34] BT Sport,[35] Sherdog,[36] MMA Weekly[37]
  - Nocaut del año 2020 vs. Impa Kasanganay

## Récord en artes marciales mixtas
| Récord profesional | Récord profesional | Récord profesional |
| 28 peleas          | 21 victorias       | 7 derrotas         |
| ------------------ | ------------------ | ------------------ |
| Nocaut             | 15                 | 4                  |
| Decisión           | 6                  | 3                  |

| Resultado | Récord | Oponente             | Método                        | Evento                                | Fecha                    | Ronda | Tiempo | Localización                | Notas                                  |
| --------- | ------ | -------------------- | ----------------------------- | ------------------------------------- | ------------------------ | ----- | ------ | --------------------------- | -------------------------------------- |
| Derrota   | 21-7   | Kamaru Usman         | Decisión (unánime)            | UFC on ESPN: Usman vs. Buckley        | 14 de junio de 2025      | 5     | 5:00   | Atlanta, Georgia            | Pelea de la Noche.                     |
| Victoria  | 21-6   | Colby Covington      | TKO (parada médica)           | UFC on ESPN: Covington vs. Buckley    | 14 de diciembre de 2024  | 3     | 4:42   | Tampa, Florida              |                                        |
| Victoria  | 20-6   | Stephen Thompson     | KO (golpe)                    | UFC 307                               | 9 de octubre de 2024     | 3     | 2:17   | Salt Lake City, Utah        |                                        |
| Victoria  | 19-6   | Nursulton Ruziboev   | Decisión (unánime)            | UFC on ESPN: Lewis vs. Nascimento     | 11 de mayo de 2024       | 3     | 5:00   | San Luis, Misuri            |                                        |
| Victoria  | 18-6   | Vicente Luque        | TKO (golpes)                  | UFC on ESPN: Blanchfield vs. Fiorot   | 30 de marzo de 2024      | 2     | 3:17   | Atlantic City, Nueva Jersey |                                        |
| Victoria  | 17-6   | Alex Morono          | Decisión (unánime)            | UFC Fight Night: Dawson vs. Green     | 7 de octubre de 2023     | 3     | 5:00   | Las Vegas, Nevada           |                                        |
| Victoria  | 16-6   | André Fialho         | TKO (Patada en la cabeza)     | UFC Fight Night: Dern vs. Hill        | 20 de mayo de 2023       | 2     | 4:15   | Las Vegas, Nevada           | Regreso al peso wélter                 |
| Derrota   | 15-6   | Chris Curtis         | KO (Puñetazos)                | UFC 282                               | 10 de diciembre de 2022  | 2     | 2:49   | Las Vegas, Nevada           |                                        |
| Derrota   | 15-5   | Nassourdine Imavov   | Decisión (Unánime)            | UFC Fight Night: Gane vs. Tuivasa     | 3 de septiembre de 2022  | 3     | 5:00   | Paris,                      |                                        |
| Victoria  | 15-4   | Albert Duraev        | TKO (parada médica)           | UFC on ESPN: Kattar vs. Emmett        | 18 de junio de 2022      | 2     | 5:00   | Austin, Texas               | Actuación de la Noche.                 |
| Victoria  | 14-4   | Abdul Razak Alhassan | Decisión (dividida)           | UFC Fight Night: Walker vs. Hill      | 19 de febrero de 2022    | 3     | 5:00   | Las Vegas, Nevada           |                                        |
| Victoria  | 13-4   | Antônio Arroyo       | KO (puñetazos)                | UFC Fight Night: Smith vs. Spann      | 18 de septiembre de 2021 | 3     | 2:26   | Las Vegas, Nevada           | Actuación de la Noche.                 |
| Derrota   | 12-4   | Alessio Di Chirico   | KO (patada en la cabeza)      | UFC on ABC: Holloway vs. Kattar       | 16 de enero de 2021      | 1     | 2:12   | Abu Dhabi                   |                                        |
| Victoria  | 12-3   | Jordan Wright        | KO (puñetazos)                | UFC 255                               | 21 de noviembre de 2020  | 2     | 0:18   | Las Vegas, Nevada           | Actuación de la Noche.                 |
| Victoria  | 11-3   | Impa Kasanganay      | KO (patada trasera giratoria) | UFC Fight Night: Moraes vs. Sandhagen | 11 de octubre de 2020    | 2     | 2:03   | Abu Dhabi                   | Actuación de la Noche.                 |
| Derrota   | 10-3   | Kevin Holland        | TKO (puñetazo)                | UFC Fight Night: Lewis vs. Oleinik    | 8 de agosto de 2020      | 3     | 0:32   | Las Vegas, Nevada           |                                        |
| Victoria  | 10-2   | Jackie Gosh          | TKO (puñetazos)               | LFA 87                                | 31 de julio de 2020      | 2     | 1:47   | Sioux Falls, Dakota del Sur |                                        |
| Victoria  | 9-2    | Chris Harris         | TKO (puñetazos)               | LFA 76                                | 13 de septiembre de 2019 | 1     | 1:08   | Park City, Kansas           | Debut en el peso medio.                |
| Derrota   | 8-2    | Logan Storley        | Decisión (unánime)            | Bellator 197                          | 13 de abril de 2018      | 3     | 5:00   | St. Charles, Misuri         |                                        |
| Victoria  | 8-1    | Vinicius de Jesus    | Decisión (dividida)           | Bellator 185                          | 20 de octubre de 2017    | 3     | 5:00   | Uncasville, Connecticut     |                                        |
| Victoria  | 7-1    | Justin Patterson     | Decisión (unánime)            | Bellator 175                          | 31 de marzo de 2017      | 3     | 5:00   | Rosemont, Illinois          |                                        |
| Derrota   | 6-1    | Jackie Gosh          | TKO (puñetazos)               | Bellator 164                          | 10 de noviembre de 2016  | 2     | 2:44   | Tel Aviv                    |                                        |
| Victoria  | 6-0    | Chris Heatherly      | KO (rodillazo)                | Bellator 157: Dynamite 2              | 24 de junio de 2016      | 2     | 4:14   | San Luis, Misuri            | Combate de peso acordado (180 libras). |
| Victoria  | 5-0    | Kyle Kurtz           | TKO (rodillazo y puñetazos)   | Shamrock FC: Fuel                     | 11 de septiembre de 2015 | 1     | 4:34   | San Luis, Misuri            |                                        |
| Victoria  | 4-0    | Stacy Bacon          | Decisión (unánime)            | Shamrock FC: Throwdown                | 25 de julio de 2015      | 3     | 5:00   | San Luis, Misuri            |                                        |
| Victoria  | 3-0    | Kalel Robinson       | TKO (puñetazos)               | Shamrock FC: Showdown                 | 21 de marzo de 2015      | 3     | 4:01   | San Luis, Misuri            |                                        |
| Victoria  | 2-0    | Bryant West          | TKO (puñetazos)               | Shamrock FC: Xtreme Fight Night 2     | 21 de febrero de 2015    | 1     | 2:28   | San Luis, Misuri            |                                        |
| Victoria  | 1-0    | Wesley Sullivan      | TKO (puñetazos)               | Shamrock FC: Nemesis                  | 13 de septiembre de 2014 | 1     | 3:46   | San Luis, Misuri            | Debut en el peso wélter.               |